# Per Olov Qvist
Per Olov Qvist, folkbokförd Per Olof Qvist, född 22 november 1948 i Borlänge, är en svensk filmvetare, recensent och författare.

## Biografi
Qvist växte upp i stadsdelen Hagalund i Borlänge som son till en verkmästare. Han gick matematisk gren på Wargentinskolans reallinje i Östersund och var med och representerade sin skola i gymnasietävlingen "Vi som vet mest", där skolan vann tävlingen 1967. Han kom till Uppsala universitet 1967, där han läste litteraturvetenskap och filmvetenskap. Han har gett ut flera böcker om svensk film och blev 1986 filosofie doktor, då han disputerade vid Stockholms universitet på en avhandling om svenska landsbygdsfilmer.
Qvist arbetade med tidskriften Filmhäftet åren 1974 till 1989. Han har också arbetat vid Filminstitutet i Stockholm, där han skrivit ett större antal biografier signerade P.O. Quist som finns publicerade på webbplatsen Svensk Filmdatabas. Han har recenserat filmböcker för Upsala Nya Tidning under ett par årtionden samt skrivit andra kulturartiklar om film. Han har även varit engagerad i ett tvärvetenskapligt projekt vid Uppsala universitet, där han samarbetat med bland andra sociologen Ulf Boëthius, "Ungdom och modernitet på 1930-talet" ingående i ett större forskningsprojekt lett av Johan Fornäs "Ungdomskultur i Sverige", redovisat i antalogin "Från flygdröm till swingscen" (red Mats Franzén) 1998. Har även medverkat i Svenskt biografiskt lexikon och Svenskt kvinnobiografiskt lexikon.
Sedan 1960-talet är han engagerad i Uppsala Filmstudio. Bland övrigt föreningsengagemang kan nämnas Upsala–Lenna Jernväg och fotoföreningen Spectrum.